# Digital Theater System
Pour les articles homonymes, voir DTS.
Le système de codage audiophonique Digital Theater System abrégé DTS permet un rendu sonore sur six canaux (5.1) comme le système Dolby Digital mais avec un taux de compression différent.
Il existe divers formats DTS, dont le DTS surround d'un à six canaux, le DTS-ES discrète ou matrix selon que la ou les voies arrière sont matricées ou non (dématriçage de deux canaux pour créer quatre canaux, principe du Dolby stéréo en salle de cinéma ou prologic pour le domaine grand public), le DTS encore qui reprend les caractéristiques du DTS surround mais sur des platines haute définition (maximum 24 bits et 96 kHz), le DTS HD qui est un format élevé en qualité de son jusqu'à huit canaux avec un débit minimum de 6 Mb/s, le DTS master HD qui est actuellement l'un des meilleurs formats audio grand public puisqu'il peut délivrer huit canaux à 192 kHz en 24 bits et un débit variable pouvant aller jusqu'à 24,5 Mb/s. Ce dernier format est en outre compatible avec le format HDMI 1.3.
En décembre 2016, DTS a été acquise par Tessera, maintenant appelée Xperi.
Avant 2016 l'action était cotée NASDAQ sous le code XPER.

## Histoire
La société a eu pour premier investisseur Steven Spielberg pour qui le rendu sonore ne représentait pas le savoir-faire d'alors pour les films dont la reproduction sonore était de première importance. Le travail sur ce format a débuté en 1991, quatre ans après que les laboratoires Dolby ont commencé leurs travaux sur le codec AC-3 (renommé Dolby Digital). 
- Dans les salles de cinéma, le son en AC-3 et SDDS est restitué à partir de la lecture du film de 35 mm alors que le son DTS est restitué à partir d'un CD-ROM via un processeur synchronisé par un code temporel propriétaire présent sur le film et situé entre l'image et la piste analogique optique. La résolution est en 16 bits et l'échantillonnage est en 44,1 kHz. Le codec audio a un nom : APTX[1].

- Les DVD vidéo, pour permettre sur le même support DVD la présence de pistes audio en DTS et en Dolby, réduisent le débit audio du Dolby AC-3 à des valeurs proches de 448 kbit/s et parfois 384 kbit/s. À 448 kbit/s, un système home cinema Dolby AC-3 offre une qualité supérieure à une installation AC-3 de salle de cinéma. Idem pour DTS avec une résolution de 24 bits et un échantillonnage à 96 kHz. le nombre de canaux maximal en DTS pour le home cinema est aussi supérieur au DTS cinéma : 6.1 contre 5.1. Le codec audio DTS utilisé pour le home cinema a un nom : le Coherent Acoustic.
- Sur des CD Audio, le DTS a été utilisé un temps pour proposer de l'audio multicanal. Les CD Audio DTS contiennent un flux audio DTS compressé avec un débit binaire élevé (~1,2 mégabit/s). Ils sont lisibles uniquement sur des platines capables de décoder le DTS et n'émettent que du bruit sur un lecteur de CD classique.
- Sur les LaserDisc, le DTS a été utilisé pour proposer une piste audio multicanal de qualité élevée. Alors que l'AC3-RF des LaserDisc se limite à 384 kilobits/s, le DTS atteint 1,2 mégabit/s, comme sur les CD Audio DTS. Le DTS a surtout été utilisé sur les LaserDisc NTSC, qui permettent de stocker une piste audio numérique et une piste analogique simultanément, pour garder la compatibilité avec tous les lecteurs. La norme est très rare sur les LaserDisc PAL, qui ne peuvent stocker qu'une seule piste audio et donc limite la compatibilité aux rares appareils capables de décoder le DTS.

Le DTS et le Dolby Digital Multicanal sont tous les deux optionnels pour le DVD. Seul le Dolby Digital 2.0, le PCM stéréo et le MPEG2 Audio sont, officiellement, obligatoires. Un de ces trois formats doit être présent sur un DVD. Ainsi, il est possible d'avoir du DTS plein Débit en 5.1 ou 6.1 et du Dolby Digital 2.0.

## Norme
Sur les DVD, le son est encodé en PCM stéréo, en MPEG-1 Audio Layer II (MP2), en Dolby Digital 2.0, et éventuellement en Dolby Digital 5.1 ou en DTS 5.1 ou 6.1.  En ce qui concerne les formats sonores dits haute définition, Dolby et DTS s'affrontent avec leurs formats lossless (sans perte) : respectivement le TrueHD et le HD Master Audio. Cependant, le format DTS-HD Master Audio a l'énorme avantage d'avoir un noyau qui est lu par tous les lecteurs Blu-ray en DTS 1,509 kb/s pour la sortie S/PDIF ou Optique. La couche HD Master Audio est elle aussi décodée en PCM et transmise exclusivement par la connexion HDMI. De plus en plus de lecteurs Blu-ray équipés en HDMI 1.3 permettent de sortir le flux DTS HD Master Audio pour qu'il soit décodé par un décodeur externe.
Pour véhiculer efficacement les signaux sonores, il convient dès lors d'utiliser la fonction HDMI ARC ou Audio Return Channel.
Norme audio :
- DTS 96/24

Norme SD :
- DTS-ES
- DTS Digital Surround
- DTS Express
- DTS NEO 6
- DTS NEO X

Norme HD :
- DTS-HD
- DTS-HD Master Audio (optionnel dans la norme Blu-ray)
- DTS-HD High Resolution
- DTS:X